# Billings (Montana)
Billings es la ciudad más grande del estado estadounidense de Montana, con una población de 117 116 habitantes en 2020. Ubicada en la parte centro-sur del estado, es la sede del Condado de Yellowstone y la ciudad principal del Área Metropolitana de Billings, que tenía una población estimada de 184 167 habitantes en 2020. Tiene una superficie comercial de más de 500.000.
Billings fue apodada la "Ciudad Mágica" debido a su rápido crecimiento desde su fundación como ciudad ferroviaria en marzo de 1882. Con una de las áreas comerciales más grandes de los Estados Unidos, Billings es el centro de comercio y distribución de gran parte de Montana al este de la División Continental, Wyoming del Norte y las partes occidentales de Dakota del Norte y Dakota del Sur. Billings también es el destino minorista más grande de gran parte de la misma área.
La ciudad está experimentando un rápido crecimiento y una economía fuerte; ha tenido y sigue teniendo el mayor crecimiento de todas las ciudades de Montana. Partes del área metropolitana están experimentando un gran crecimiento. De 2000 a 2010, Lockwood, un suburbio del este, experimentó un crecimiento del 57,8%, la tasa de crecimiento más grande de cualquier comunidad en Montana. Billings ha evitado la recesión económica que afectó a la mayor parte del país entre 2008 y 2012, así como la crisis inmobiliaria. Con más alojamientos en hoteles que cualquier área dentro de una región de cinco estados, la ciudad alberga una variedad de convenciones, conciertos, eventos deportivos y otros mítines. Con el desarrollo de petróleo de Bakken en el este de Montana y el oeste de Dakota del Norte, el mayor descubrimiento de petróleo en la historia de Estados Unidos, así como el descubrimiento de petróleo de esquisto justo al norte de Billings, la tasa de crecimiento de la ciudad se mantuvo alta durante el auge del petróleo de esquisto. Aunque la ciudad está creciendo, su tasa de crecimiento ha disminuido notablemente con la caída del precio del petróleo en los últimos años.
Las atracciones en Billings y sus alrededores incluyen el ZooMontana, el museo de arte de Yellowstone, el pilar de Pompey, la cueva Pictoghraph y el parque estatal Chief Plenty Coups. Little Bighorn Battlefield National Monument, Bighorn Canyon National Recreation Area, Red Lodge Mountain Resort, Beartooth Highway, que conecta Red Lodge y Yellowstone National Park. La entrada noreste del parque nacional de Yellowstone está a poco más de 160 km de Billings.

### Toponimia
La ciudad lleva el nombre de Frederick H. Billings, expresidente del Ferrocarril del Pacífico Norte de Woodstock, Vermont. Un nombre anterior para el área era Clark's Fork Bottom.
El pueblo Cuervo, que es indígena de la zona, llama a la ciudad Ammalapáshkuua. Significa 'donde cortan madera', y se llama así debido a un aserradero construido en la zona por los primeros colonos blancos. El nombre Cheyenne É'êxováhtóva y el nombre de Gros Ventre ʔóhuutébiθɔnɔ́ɔ́nh, ambos también nombrados por el aserradero, o traducciones del nombre Crow.

## Historia
El centro de la ciudad y gran parte del resto de Billings se encuentra en el Valle de Yellowstone, un cañón excavado por el río Yellowstone. Hace unos 80 millones de años, el área de Billings estaba en la costa del Western Interior Seaway. El mar depositó sedimentos y arena alrededor de la costa. Cuando el mar se retiró, dejó una capa profunda de arena. Durante millones de años, esta arena se comprimió en piedra conocida como Eagle Sandstone. Durante el último millón de años, el río se ha abierto paso a través de esta piedra para formar las paredes del cañón conocidas como Billings Rimrocks o Rims.
Las Cuevas Pictograph están a unas cinco millas al sur del centro de la ciudad. Estas cuevas contienen más de 100 pictografías (pinturas rupestres), la más antigua de las cuales tiene más de 2.000 años. Aproximadamente 30.000 artefactos (incluidas herramientas de piedra y armas) han sido excavados en el sitio. Estas excavaciones han demostrado que el área ha estado ocupada desde al menos 2600 a. C. hasta después de 1800 d. C.
Los indios cuervo llevan llamando hogar al territorio de Billings desde el año 1700 aproximadamente. La actual Crow Nation se encuentra al sur de Billings.

### Expedición de Lewis y Clark
En julio de 1806, William Clark (de la expedición de Lewis y Clark) pasó por el área de Billings. El 25 de julio llegó a lo que hoy se conoce como el pilar de Pompey y escribió en su diario "... a las 4 de la tarde llegué a una roca notable... esta roca ascendí y desde su cima tenía una vista más extensa en todas direcciones ". Clark grabó su nombre y la fecha en la roca, dejando la única evidencia física restante de su expedición. Llamó al lugar Pompy's Tower, nombrándolo en honor al hijo de su intérprete y guía Shoshone, Sacajawea. En 1965, el pilar de Pompey fue designado monumento histórico nacional y fue proclamado monumento nacional en enero de 2001. Junto al monumento se ha construido un centro de interpretación.

### Coulson / Billings

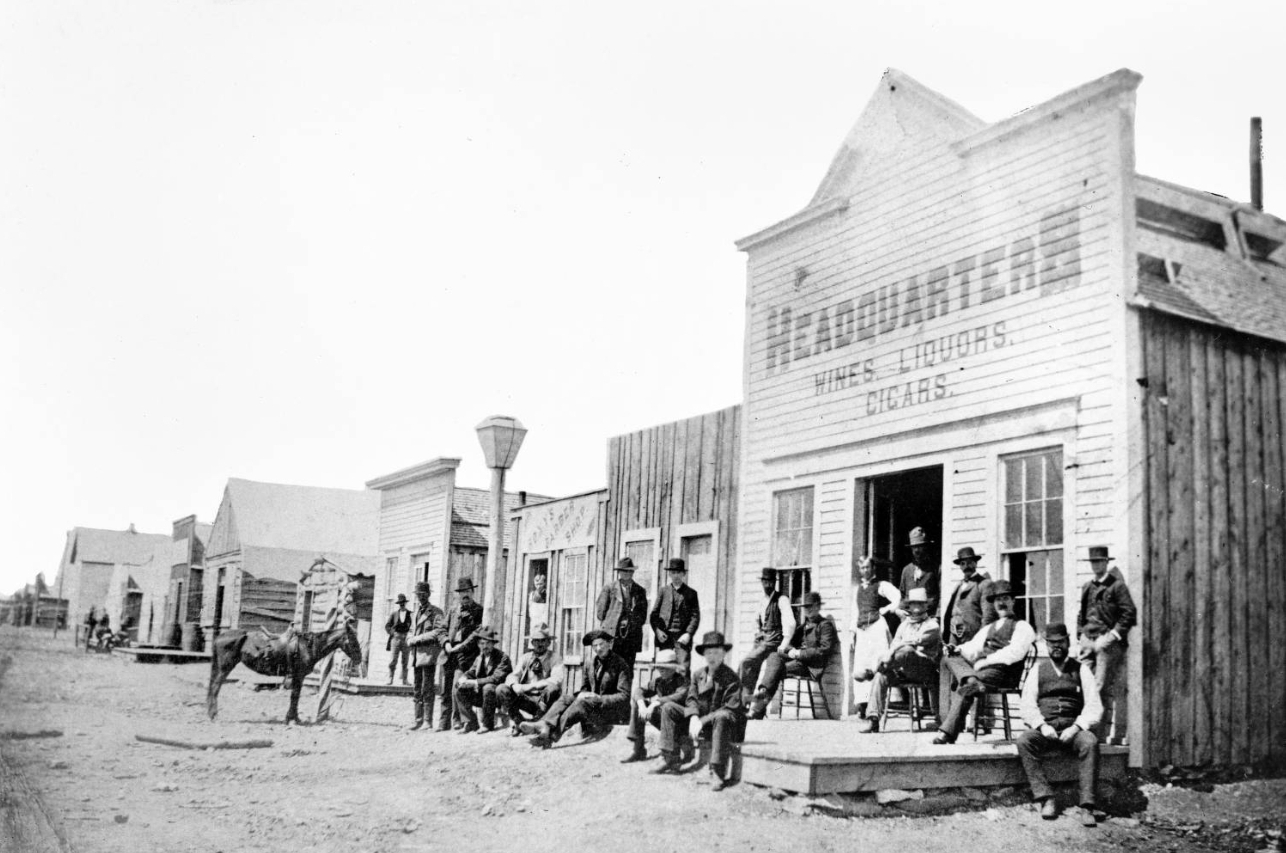
Coulson, Montana

El área donde se encuentra Billings hoy se conocía como Clark's Fork Bottom. Clark's Fork Bottom iba a ser el centro de transporte de carga a Judith y Musselshell Basins. En ese momento, estas eran algunas de las áreas más productivas del Territorio de Montana. El plan era transportar carga por Alkali Creek, ahora parte de Billings Heights, hasta las cuencas y Fort Benton en Hi-Line.[cita requerida]
En 1877, los colonos del área del valle de Gallatin del territorio de Montana formaron Coulson, la primera ciudad del valle de Yellowstone. La ciudad se inició cuando John Alderson construyó un aserradero y convenció a PW McAdow de abrir una tienda general y un puesto comercial en un terreno que Alderson poseía en la orilla del río Yellowstone. La tienda recibió el nombre de Sede, y pronto se construyeron otros edificios y tiendas de campaña a medida que la ciudad comenzaba a crecer. En este momento, antes de la llegada del ferrocarril, la mayoría de las mercancías que entraban y salían del territorio de Montana se transportaban en botes de remo. Se cree que se decidió nombrar la nueva ciudad Coulson en un intento de atraer a la Coulson Packet Company que manejaba botes fluviales entre St Louis y muchos puntos en el Territorio de Montana. A pesar de sus esfuerzos, el río fue atravesado solo una vez en bote de remos hasta el punto de la nueva ciudad.
Coulson era una ciudad tosca de salones y salones de baile y ni una sola iglesia. La ciudad necesitaba un sheriff y el famoso montañés Johnson, el devorador de hígado aceptó el trabajo. Muchos desacuerdos se resolvieron con un arma en la burda ciudad del Lejano Oeste. Pronto se necesitó un cementerio y se creó el cementerio Boothill. Se llamaba Boothill porque se decía que la mayoría de la gente había muerto con las botas puestas. Hoy en día, el cementerio de Boothill se encuentra dentro de los límites de la ciudad de Billings y es la única evidencia física que queda de la existencia de Coulson.
Cuando el ferrocarril llegó al área, los residentes de Coulson estaban seguros de que la ciudad se convertiría en el centro de los ferrocarriles y Coulson pronto sería la ciudad más grande de los Territorios. El ferrocarril solo tenía derecho a secciones impares y tenía dos secciones una al lado de la otra a unas dos millas al oeste de Coulson. Al poder ganar mucho más dinero al crear una nueva ciudad en estas dos secciones, el ferrocarril decidió crear la nueva ciudad de Billings, las dos ciudades existieron una al lado de la otra durante un corto tiempo con un tranvía incluso corriendo entre ellas. Sin embargo, la mayoría de los residentes de Coulson se trasladaron a la nueva y próspera ciudad de Billings. Al final, Coulson se desvaneció y los últimos restos de la ciudad desaparecieron en la década de 1930. Hoy en día, Coulson Park, un parque de la ciudad de Billings, se encuentra en la orilla del río donde alguna vez estuvo Coulson.

### Ferrocarril y primeros años
Nombrada en honor al presidente domini Northern Pacific Railway, Frederick H. Billings, la ciudad fue fundada en 1882. El ferrocarril formó la ciudad como una cabeza de ferrocarril occidental para su mayor expansión hacia el oeste. Al principio, la nueva ciudad tenía solo tres edificios, pero en solo unos meses había crecido a más de 2000. Esto estimuló el apodo de Billings de la Ciudad Mágica porque, como la magia, parecía aparecer de la noche a la mañana.
La cercana ciudad de Coulson parecía un sitio mucho más probable. Coulson era una ciudad accidentada donde las discusiones a menudo iban seguidas de tiroteos. Johnson, el devorador de hígado, era un hombre de la ley en Coulson. Quizás la persona más famosa en ser enterrada en el cementerio de Coulsons Boothill es Muggins Taylor, el explorador que llevó la noticia de la última batalla de Custer al mundo. Se dice que la mayoría de los enterrados aquí murieron con las botas puestas. La ciudad de Coulson había estado en el río Yellowstone, lo que la hacía ideal para los barcos de vapor comerciales que subían por el río. Sin embargo, cuando Montana & Minnesota Land Company supervisó el desarrollo de posibles terrenos ferroviarios, ignoraron a Coulson y planearon la nueva ciudad de Billings a solo un par de millas al noroeste. Coulson se desvaneció rápidamente; la mayoría de sus residentes fueron absorbidos por Billings. Sin embargo, durante un breve lapso, los dos pueblos convivieron; incluso un carrito corría entre ellos. Pero, en última instancia, no había futuro para Coulson a medida que Billings crecía. Aunque se encontraba a orillas del río Yellowstone, a solo un par de millas del corazón del actual centro de Billings, la ciudad de Billings nunca se construyó en la tierra donde alguna vez estuvo Coulson. Hoy en día, Coulson Park se encuentra a lo largo de las orillas del Yellowstone, donde una vez estuvo la primera ciudad del valle.

### SigloXX
Para el censo de 1910, la población de Billings había aumentado a 10.031 habitantes, lo que la clasificaba como la sexta comunidad de más rápido crecimiento en la nación. Billings se convirtió en un centro energético en los primeros años del siglo XX con el descubrimiento de campos petrolíferos en Montana y Wyoming. Luego, el descubrimiento de grandes reservas de gas natural y carbón aseguró la clasificación de la ciudad como primera en energía. A principios del siglo XX, sirvió como centro comercial regional y centro de energía para el este de Montana y el norte de Wyoming, un área entonces conocida como Midland Empire.

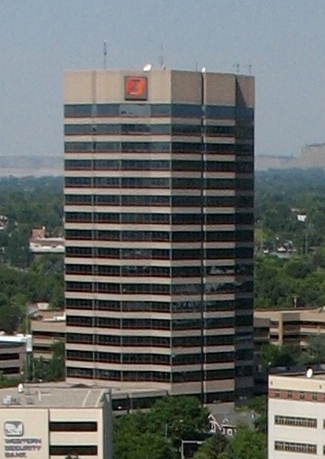
Construido en 1985 y con una altura de 82,9 m, First Interstate Center es el edificio más alto de Montana.

Después de la Segunda Guerra Mundial, Billings se convirtió en el principal centro financiero, médico y cultural de la región. Billings ha tenido un rápido crecimiento desde su fundación; en sus primeros 50 años el crecimiento fue, en ocasiones, tan alto como del 200 al 300 por ciento por década.
El crecimiento de Billings se ha mantenido robusto a lo largo de los años y, en la década de 1950, tuvo una tasa de crecimiento del 66 por ciento. La crisis del petróleo de 1973 de la OPEP estimuló un auge petrolero en el este de Montana, el norte de Wyoming y el oeste de Dakota del Norte. Con este aumento de la producción de petróleo, Billings se convirtió en la sede de las empresas del sector energético. En 1975 y 1976, se completaron las plantas de generación de carbón de Colstrip 1 y 2; Las plantas 3 y 4 comenzaron a operar en 1984 y 1986.
En las décadas de 1970 y 1980, Billings experimentó un gran crecimiento en el centro de la ciudad; se erigieron los primeros edificios de gran altura que se construyeron en Montana. En 1980, se completó el Hotel Sheraton de 22 pisos. Una vez finalizado, fue declarado "el edificio de mampostería de ladrillo más alto del mundo" por el Brick Institute of America. Durante las décadas de 1970 y 1980, se construyeron otros edificios importantes en el centro de la ciudad; Norwest Building (ahora Wells Fargo), Granite Tower, Sage Tower, MetraPark Arena, TransWestern Center, muchos estacionamientos nuevos propiedad de la ciudad y First Interstate Center, el edificio más alto en un área de cinco estados.
Con la finalización de grandes secciones del sistema interestatal en Montana en la década de 1970, Billings se convirtió en un destino de compras para un área cada vez más grande. En los años 1970 y 1980 se desarrollaron nuevos distritos comerciales y centros comerciales en el área de Billings. Además de los otros centros comerciales, se desarrollaron dos nuevos centros comerciales y se reconstruyó y amplió Rimrock Mall, en lo que entonces era el extremo oeste de la ciudad. El centro comercial Cross Roads se construyó en Billings Heights y el centro comercial West Park Plaza en el centro de la ciudad. También se desarrollaron varios parques empresariales nuevos en el extremo oeste de la ciudad durante este período.
Billings se vio afectado por la erupción del monte St. Helens en 1980 en mayo; la ciudad recibió alrededor de una pulgada de ceniza en el suelo. Los incendios de Yellowstone de 1988 cubrieron a Billings en humo durante semanas.
En la década de 1990, el sector de servicios en la ciudad aumentó con el desarrollo de nuevos centros comerciales construidos alrededor de grandes tiendas como Target, Walmart y Office Depot, todos los cuales construyeron múltiples puntos de venta en el área de Billings. Con la adición de más salidas de intercambio a lo largo de la I-90, se están construyendo cadenas de hoteles y puntos de venta de la industria de servicios adicionales en Billings. El desarrollo de parques comerciales y grandes desarrollos residenciales en el extremo oeste de la ciudad, el área de South Hills, Lockwood y Billings Heights fueron parte de la década de 1990. Billings recibió el premio All-America City Award en 1992.

### SigloXXI

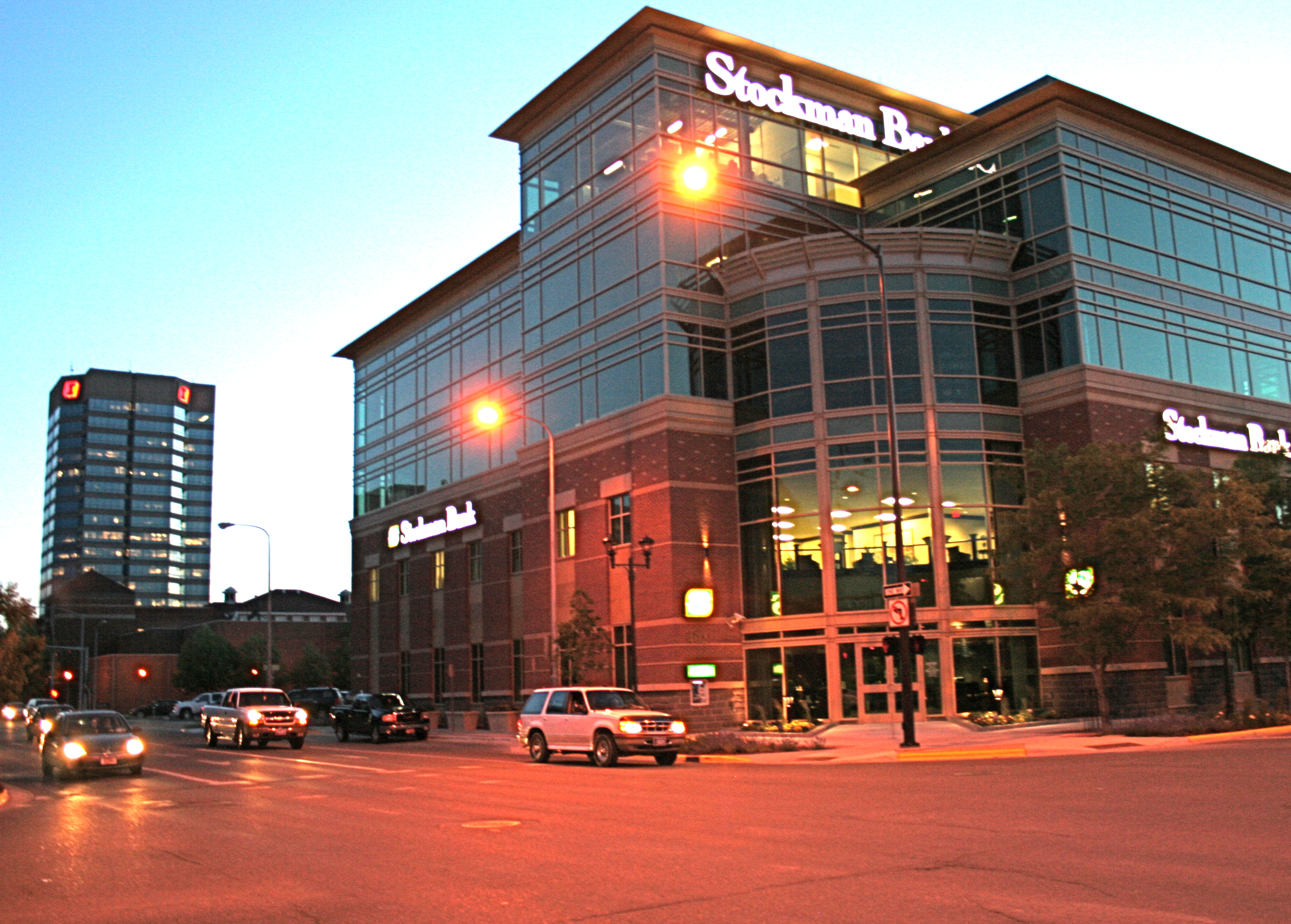
Intersección de la Cuarta Avenida Norte y la calle 28 Norte en el downtown de Billings

En el siglo XXI, Billings vio el desarrollo de centros de operaciones en los parques comerciales de la ciudad y el centro de la ciudad por parte de empresas nacionales como GE, Wells Fargo y First Interstate Bank. También vio un crecimiento renovado en el centro de la ciudad con la adición de muchos edificios nuevos, nuevos estacionamientos y un nuevo MET Transit Center, y en 2002 se completó Skypoint. El centro también vio un renacimiento de las áreas históricas dentro del núcleo del centro a medida que se restauraba edificio tras edificio. En 2007, Billings fue designada Comunidad Preserve America.
Con la finalización de la salida de intercambio de Shiloh de la Interestatal 90, se desarrolló el Centro TransTech y también se produjeron más desarrollos hoteleros. En 2010, el corredor de Shiloh estaba abierto al público con la finalización de la avenida de Shiloh, un 4,8 millas (7,7 km) calle de varios carriles con ocho rotondas. Se desarrollaron más centros comerciales en el siglo XXI. Uno de los más nuevos es Shiloh Crossing, que trajo los primeros grandes almacenes Kohl's a Montana. Otros nuevos centros incluyen Billings Town Square con el primer Cabela's de Montana, y West Park Promenade, el primer centro comercial al aire libre de Montana. En 2009, la revista Fortune Small Business nombró a Billings como la mejor ciudad pequeña para iniciar un negocio. Billings vio un crecimiento continuo con el mayor crecimiento real de cualquier ciudad en Montana. El 20 de junio de 2010 (Día del Padre), un tornado tocó tierra en el centro de la ciudad y en las secciones de Heights de Billings. El MetraPark Arena y los negocios de la zona sufrieron daños importantes.
En la década de 2010, el este de Montana y Dakota del Norte experimentaron un auge energético debido a la formación Bakken, el mayor descubrimiento de petróleo en la historia de Estados Unidos. En agosto de 2016, se propuso un complejo de gran altura de 98,7 m llamado One Big Sky Center para el centro de Billings. Si se construye, sería el edificio más alto de Montana y el primer edificio de más de 91 m de Montana.

## Geografía

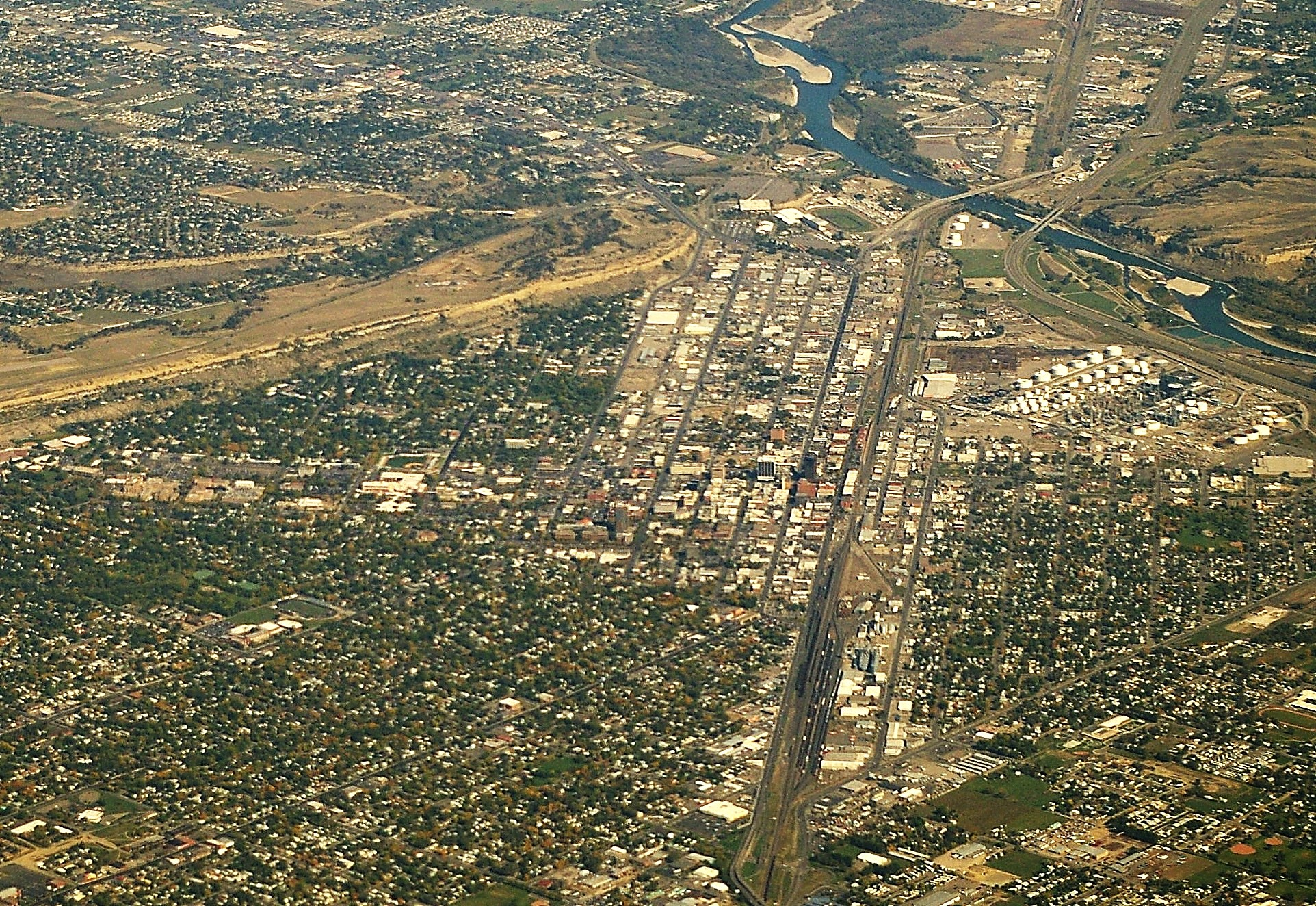
The Rims bordean los bordes norte y este del centro de la ciudad.

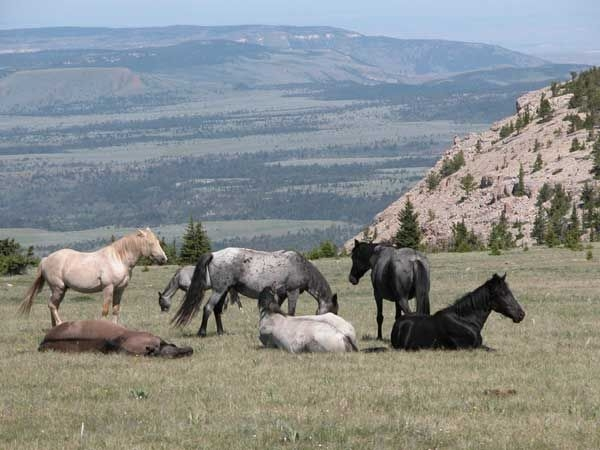
Caballos salvajes - Pryor Mountain Wild Horse Range - Montana

Dos tercios de la ciudad se encuentran en el valle de Yellowstone y el área de South Hills y un tercio en el área de Heights-Lockwood. La ciudad está dividida por los Rims, largos acantilados, también llamados Rimrocks. Los Rims corren al norte y al este del centro del centro, separándolo de Heights al norte y Lockwood al este, con los acantilados al norte de 152 m altura y al este del centro de la ciudad, la cara se eleva 244 m. La elevación de Billings es de 952 m sobre el nivel del mar. El río Yellowstone atraviesa la parte sureste de la ciudad. Según la Oficina del Censo de los Estados Unidos, la ciudad tiene una superficie de 112,72 km², de las cuales, 112,43 km² es tierra y 0,28 km² es agua.
Alrededor de Billings, se pueden ver siete cadenas montañosas. Las Montañas Bighorn tienen más de 200 lagos y dos picos que se elevan a más de 3962 m : Cloud Peak (4013 m) y Black Tooth Mountain (3964 m). Las montañas Pryor directamente al sur de Billings se elevan a una altitud de 2688 m y son diferentes a cualquier otro paisaje en Montana. También aquí se encuentra Pryor Mountain Wild Horse Range. Las montañas Beartooth son la ubicación de Granite Peak, que a 3904 m es el punto más alto del estado de Montana. La autopista Beartooth, una serie de zigzags empinados y curvas a lo largo de la frontera entre Montana y Wyoming, se eleva a 3336 m. Charles Kuralt lo llamó "el paseo más hermoso de Estados Unidos". Las montañas Beartooth se encuentran al noreste del parque nacional Yellowstone. Las Montañas Crazy al oeste se elevan a una altitud de 3416 m en Crazy Peak, el pico más alto de la gama. En las Grandes Montañas Nevadas, con picos de 2621 m, se ubica el Crystal Lake. Las Montañas Bull son una cordillera baja y boscosa al norte de Billings Heights. La Cordillera Absaroka extiende alrededor de 241 km través de la frontera de Montana-Wyoming, y 120 km en su parte más ancha, formando el límite este del parque nacional Yellowstone.

### Clima
El centro de Billings tiene un clima continental húmedo de verano caluroso (Köppen Dfa) dependiendo de la isoterma utilizada, limitando estrechamente con el semiárido frío (Köppen BSk), con veranos secos y calurosos e inviernos fríos y secos. Sin embargo, las áreas fuera del centro de la ciudad pueden tener un clima continental de verano caluroso, incluso con la isoterma -3C, debido al efecto de isla de calor urbano, como lo ejemplifica el Aeropuerto Internacional Billings Logan. En verano, la temperatura puede subir a más de 37,8 °C (1 a 3 veces al año) mientras que el invierno traerá temperaturas por debajo de −17,8 °C en un promedio de 17 a 18 noches al año. La nevada promedia 1,40 m al año, pero debido a los cálidos vientos chinook que atraviesan la región durante el invierno, la nieve no suele acumularse mucho ni permanecer en el suelo por mucho tiempo: la mayor profundidad ha sido de 0,84 m el 5 de abril de 1955, después de una gran tormenta que arrojó 107,2 mm de precipitación equivalente a agua en forma de nieve en los tres días anteriores a temperaturas promedio de −2,9 °C.
El año más nevado registrado fue 2014 con 2,63 m, superando el récord anterior de 1996-1997 de 2,51 m. La primera helada de la temporada llega en promedio el 4 de octubre y la última es el 7 de mayo. La primavera y el otoño en Billings suelen ser suaves, pero breves. Los vientos, aunque fuertes a veces, se consideran ligeros en comparación con el resto de Montana y el Rocky Mountain Front.
Debido a su ubicación, Billings también es susceptible al clima severo del verano. El 20 de junio de 2010, un tornado tocó tierra en las secciones de Billings Heights y el centro de la ciudad. El tornado estuvo acompañado por granizo del tamaño de una pelota de golf, peligrosos rayos de nube a tierra y fuertes vientos. El tornado destruyó varios negocios y dañó severamente el MetraPark Arena de 12,000 asientos.
| Parámetros climáticos promedio de Billings, Montana (Billings Logan International Airport), nomales 1991-2020, extremos 1934-presente | Parámetros climáticos promedio de Billings, Montana (Billings Logan International Airport), nomales 1991-2020, extremos 1934-presente | Parámetros climáticos promedio de Billings, Montana (Billings Logan International Airport), nomales 1991-2020, extremos 1934-presente | Parámetros climáticos promedio de Billings, Montana (Billings Logan International Airport), nomales 1991-2020, extremos 1934-presente | Parámetros climáticos promedio de Billings, Montana (Billings Logan International Airport), nomales 1991-2020, extremos 1934-presente | Parámetros climáticos promedio de Billings, Montana (Billings Logan International Airport), nomales 1991-2020, extremos 1934-presente | Parámetros climáticos promedio de Billings, Montana (Billings Logan International Airport), nomales 1991-2020, extremos 1934-presente | Parámetros climáticos promedio de Billings, Montana (Billings Logan International Airport), nomales 1991-2020, extremos 1934-presente | Parámetros climáticos promedio de Billings, Montana (Billings Logan International Airport), nomales 1991-2020, extremos 1934-presente | Parámetros climáticos promedio de Billings, Montana (Billings Logan International Airport), nomales 1991-2020, extremos 1934-presente | Parámetros climáticos promedio de Billings, Montana (Billings Logan International Airport), nomales 1991-2020, extremos 1934-presente | Parámetros climáticos promedio de Billings, Montana (Billings Logan International Airport), nomales 1991-2020, extremos 1934-presente | Parámetros climáticos promedio de Billings, Montana (Billings Logan International Airport), nomales 1991-2020, extremos 1934-presente | Parámetros climáticos promedio de Billings, Montana (Billings Logan International Airport), nomales 1991-2020, extremos 1934-presente |
| Mes | Ene. | Feb. | Mar. | Abr. | May. | Jun. | Jul. | Ago. | Sep. | Oct. | Nov. | Dic. | Anual |
| --- | --- | --- | --- | --- | --- | --- | --- | --- | --- | --- | --- | --- | --- |
| Temp. máx. abs. (°C) | 20 | 22.2 | 26.7 | 32.2 | 35.6 | 40.6 | 42.2 | 40.6 | 39.4 | 32.8 | 25 | 22.8 | 42.2 |
| Temp. máx. media (°C) | 2.2 | 4 | 9.4 | 13.8 | 19.4 | 25 | 30.7 | 29.9 | 23.5 | 14.9 | 7.6 | 2.3 | 15.2 |
| Temp. media (°C) | -2.8 | -1.4 | 3.3 | 7.7 | 12.9 | 18.2 | 22.9 | 22 | 16.3 | 8.8 | 2.3 | -2.4 | 9 |
| Temp. mín. media (°C) | -7.8 | -6.8 | -2.8 | 1.5 | 6.6 | 11.3 | 15.2 | 14.2 | 9.2 | 2.8 | -2.9 | -7.1 | 2.8 |
| Temp. mín. abs. (°C) | -34.4 | -38.9 | -29.4 | -20.6 | -10 | 0 | 5 | 1.7 | -5.6 | -21.7 | -30 | -35.6 | -38.9 |
| Precipitación total (mm) | 14 | 14.5 | 22.9 | 43.7 | 59.9 | 56.4 | 31 | 22.1 | 34.5 | 34.8 | 15.2 | 14.5 | 363.5 |
| Nevadas (cm) | 26.9 | 23.1 | 20.8 | 19.1 | 2.3 | 0 | 0 | 0 | 0.8 | 11.4 | 16.5 | 24.9 | 145.8 |
| Días de precipitaciones (≥ 0.01 in)                                                                                                   | 6.6 | 6.9 | 8.6 | 10.4 | 12.2 | 11.2 | 7.7 | 6.0 | 6.8 | 8.2 | 6.1 | 6.2 | 56.9 |
| Días de nevadas (≥ 0.1 in) | 6.8 | 7.0 | 6.4 | 4.2 | 0.8 | 0.0 | 0.0 | 0.0 | 0.2 | 2.5 | 4.4 | 6.5 | 38.8 |
| Horas de sol | 130.2 | 156.6 | 236.5 | 255.5 | 282.0 | 304.7 | 355.4 | 329.0 | 255.8 | 203.2 | 127.6 | 116.4 | 2752.9 |
| Humedad relativa (%) | 60.2 | 59.3 | 58.2 | 53.8 | 54.9 | 53.3 | 45.6 | 44.5 | 51.6 | 52.7 | 59.4 | 60.9 | 54.5 |
| Fuente n.º 1: NOAA (humedad y horas de sol 1961–1990)                                                                                 | | | | | | | | | | | | | |
| Fuente n.º 2: National Weather Service                                                                                                | | | | | | | | | | | | | |

### Barrios y zonas
El lado sur de Billings es probablemente la zona residencial más antigua de la ciudad, y es el barrio con mayor diversidad cultural de la ciudad. South Park es un antiguo parque de la ciudad, sede de varias ferias gastronómicas y festivales en los meses de verano. En el distrito histórico de Bottom Westend se hallan muchas de las primeras mansiones de Billings. Midtown, la parte más densamente poblada de la ciudad se encuentra en medio de la gentrificación en un nivel que pocas áreas de Montana, si es que hay alguna, han visto. El nuevo crecimiento se concentra principalmente en el West End de Billings, donde Shiloh Crossing es un nuevo desarrollo comercial, anclado por Scheels, la tienda minorista más grande de Montana. Residencialmente, el West End se caracteriza por hogares de altos ingresos. Se está produciendo un crecimiento más denso y urbano en Josephine Crossing, uno de los muchos nuevos vecindarios contemporáneos de Billings. El centro es una combinación de pequeñas empresas y oficinas, junto con restaurantes y un distrito cervecero transitable. The Heights, definida como el área de la ciudad al noreste de Metra, es predominantemente residencial, y recientemente se construyó una nueva escuela para acomodar el crecimiento en el vecindario.

## Demografía
Según el censo de 2010, había 104.170 personas residiendo en Billings. La densidad de población era de 924,03 hab./km². De los 104.170 habitantes, Billings estaba compuesto por el 89.58% blancos, el 0.79% eran afroamericanos, el 4.43% eran amerindios, el 0.75% eran asiáticos, el 0.09% eran isleños del Pacífico, el 1.41% eran de otras razas y el 2.95% pertenecían a dos o más razas. Del total de la población el 5.24% eran hispanos o latinos de cualquier raza.

## Economía
La ubicación de Billings fue esencial para su éxito económico. El futuro de Billings como un importante centro comercial y de distribución estuvo básicamente asegurado desde su fundación como un centro ferroviario debido a su ubicación geográfica. A medida que Billings se convirtió rápidamente en el centro económico de la región, superó a las demás ciudades de la región. El área comercial de Billings atiende a más de medio millón de personas. Un importante centro comercial y de distribución, la ciudad alberga muchas sedes regionales y sedes corporativas. Dado que Montana no tiene impuestos sobre las ventas, Billings es un destino minorista para gran parte de Wyoming, Dakota del Norte y Dakota del Sur, así como gran parte de Montana al este de la División Continental. $ 1 de cada $ 7 gastados en compras minoristas en Montana se gasta en Billings. El porcentaje de transacciones comerciales mayoristas realizadas en Billings es aún mayor: Billings representa más de una cuarta parte del negocio mayorista de todo el estado (estas cifras no incluyen la parte de ventas de Billings para Wyoming y las Dakotas). Billings es un centro de energía; Billings se encuentra en medio de las mayores reservas de carbón de los Estados Unidos, así como de grandes campos de petróleo y gas natural.
En 2009, la revista Fortune Small Business nombró a Billings como la mejor ciudad pequeña para iniciar un negocio. Billings tiene una economía diversa que incluye un corredor médico grande y de rápido crecimiento que incluye atención médica para pacientes hospitalizados y ambulatorios. Billings tiene un gran sector de servicios que incluye comercio minorista, hotelería y entretenimiento. El área metropolitana también alberga 3 refinerías de petróleo, una planta de refinación de remolacha azucarera, construcción comercial y residencial, fabricación y distribución de materiales de construcción, servicios profesionales, servicios financieros, banca, camiones, educación superior (4 campus, otros 19 tienen presencia física / clases), servicios de reparación y venta al por mayor de autopartes, transporte aéreo de pasajeros y carga, ganado, medios de comunicación, impresión, cultivo de trigo y cebada, procesamiento de leche, venta y servicio de equipo pesado, servicios comerciales, servicios al consumidor, distribución de alimentos, fabricación y distribución de productos químicos agrícolas, exploración y producción de energía, minería de superficie y subterránea, fabricación de metales y muchos otros que proporcionan una economía diversa y robusta.

## Gobierno

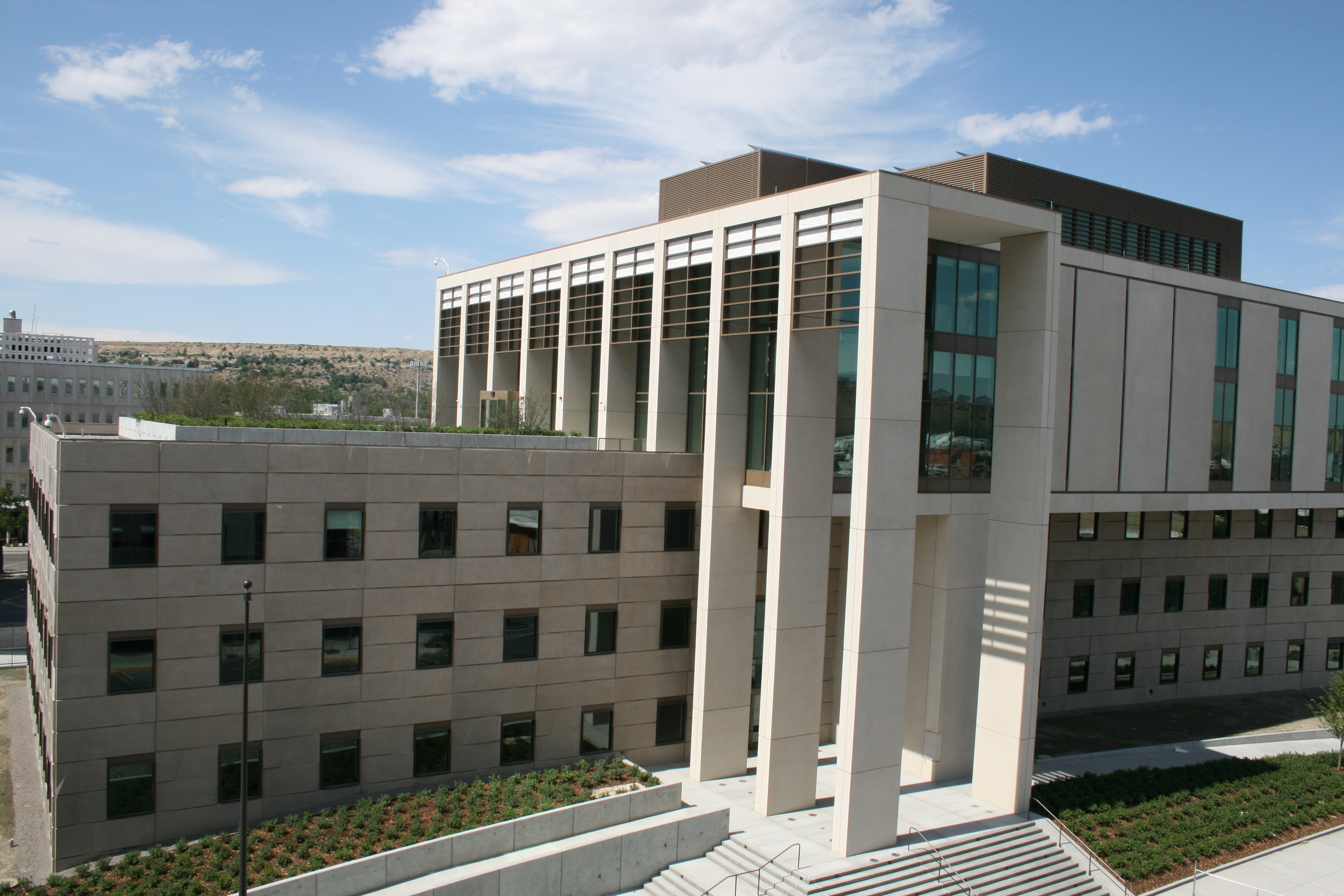
Palacio Federal de Justicia James F. Battin

Billings es la sede del condado de Yellowstone, el condado más poblado de Montana. También es la ubicación del Palacio de Justicia Federal James F. Battin, uno de los cinco tribunales federales del Distrito de Montana.
Billings se rige a través del sistema del consejo de alcalde. Hay diez miembros del consejo de la ciudad que son elegidos de uno de los cinco barrios y cada barrio elige a dos miembros. El alcalde es elegido en una votación en toda la ciudad. Tanto el alcalde como los miembros del consejo son oficialmente no partidistas. La carta de la ciudad, también llamada Billings, Montana City Code (BMCC) se estableció en 1977.
A diferencia de otras ciudades de Montana, las ordenanzas municipales de Billings no contienen disposiciones que prohíban la discriminación por motivos de orientación sexual o identidad de género. Un esfuerzo por aprobar una ordenanza de no discriminación en Billings fracasó en 2014, luego de que el entonces alcalde Tom Hanel emitiera un voto de desempate en su contra al final de una reunión que duró 8.5 horas. Un miembro del consejo de la ciudad presentó brevemente en septiembre de 2019 un esfuerzo para introducir una medida de NDO al Concejo Municipal, pero fue abandonado aproximadamente un mes después.

## Infraestructura
El Canal Billings (también conocido como The Big Ditch), que se utiliza para riego, atraviesa Billings.

### Transporte

#### Aeropuertos
El Aeropuerto Internacional Billings Logan está cerca del centro de la ciudad; se asienta en la parte superior de las llantas, un 500 pies (152,4 m) acantilado que domina el centro de la ciudad. El servicio de pasajeros programado y los vuelos de carga aérea operan desde este aeródromo.
El Aeropuerto Municipal de Laurel es un aeropuerto de uso público de propiedad pública en Laurel, Montana, 11 millas (17,7 km) suroeste del centro de Billings. Tiene tres pistas de aterrizaje que atienden exclusivamente a aviones y helicópteros de aviación general de operación privada.

#### Transporte público

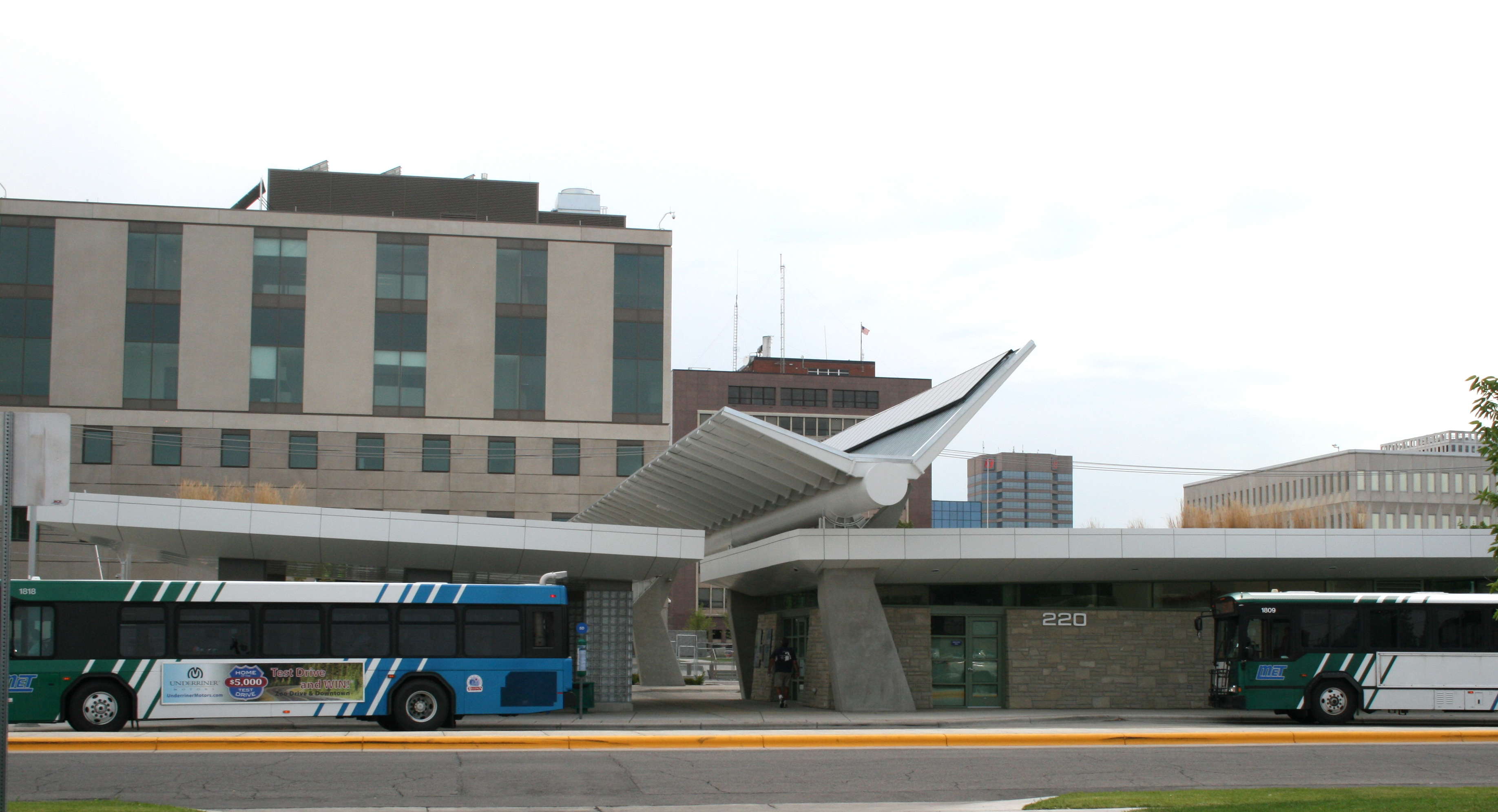
Centro de tránsito MET en el centro

Billings METropolitan Transit es el sistema de transporte público de Billings. MET Transit ofrece servicio de autobús de ruta fija y paratránsito a la ciudad de Billings. Todos los autobuses MET son accesibles para ciudadanos que usan sillas de ruedas y otros dispositivos de movilidad. Están equipados con elevadores de sillas de ruedas y son accesibles para todos los ciudadanos que no pueden usar las escaleras. Los autobuses MET están equipados con portabicicletas para sus pasajeros en bicicleta. Hay centros de tránsito de Westend y Downtown que permiten a los pasajeros conectarse con todas las rutas. La terminal de autobuses de Billings es servida por Greyhound, así como por Jefferson Lines, que también ofrece servicio de autobuses regionales e interestatales.

#### Sistema de senderos

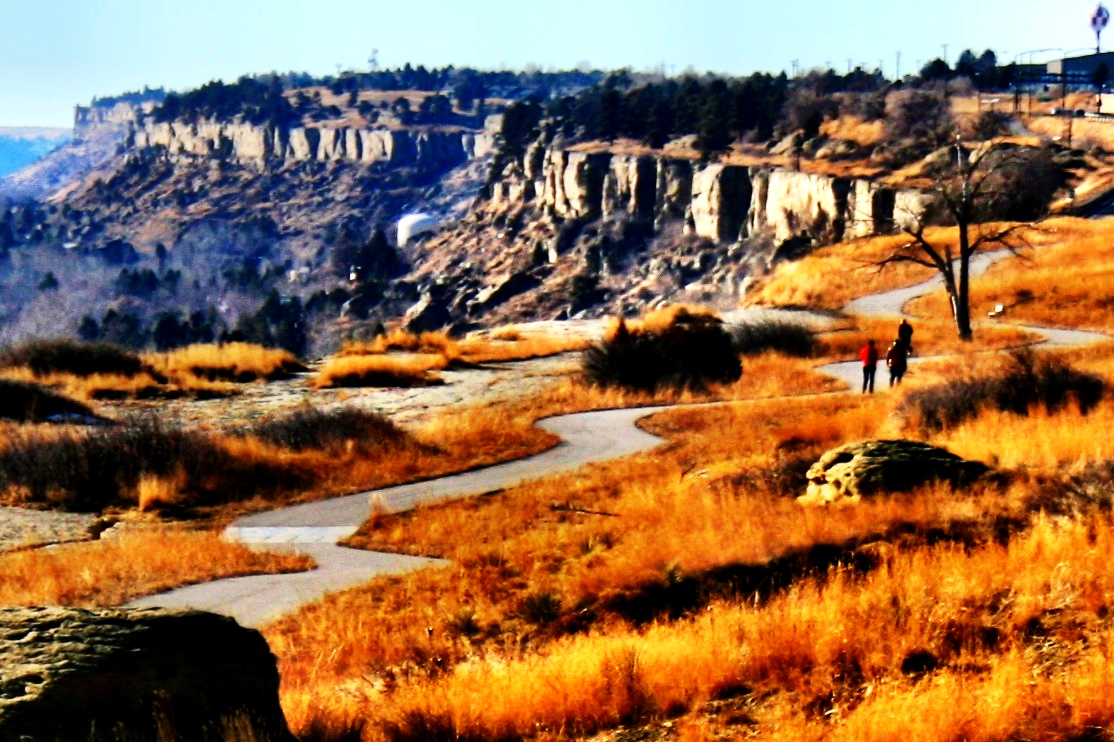
Billings, sendero del parque Montana-Swords

Billings tiene un extenso sistema de senderos que se extiende por toda el área metropolitana. El sistema de senderos en rápida expansión, conocido como el sistema de senderos Heritage, tiene una gran variedad de senderos y caminos bien mantenidos.
La revista Bicycling clasificó a Billings entre las 50 comunidades más amigables con las bicicletas del país. En 2012, el Swords Park Trail fue nombrado Sendero del Año del Estado de Montana y recibió un premio de Compatibilidad con el Medio Ambiente y la Vida Silvestre de la Coalición para Parques Recreativos.

#### Carreteras

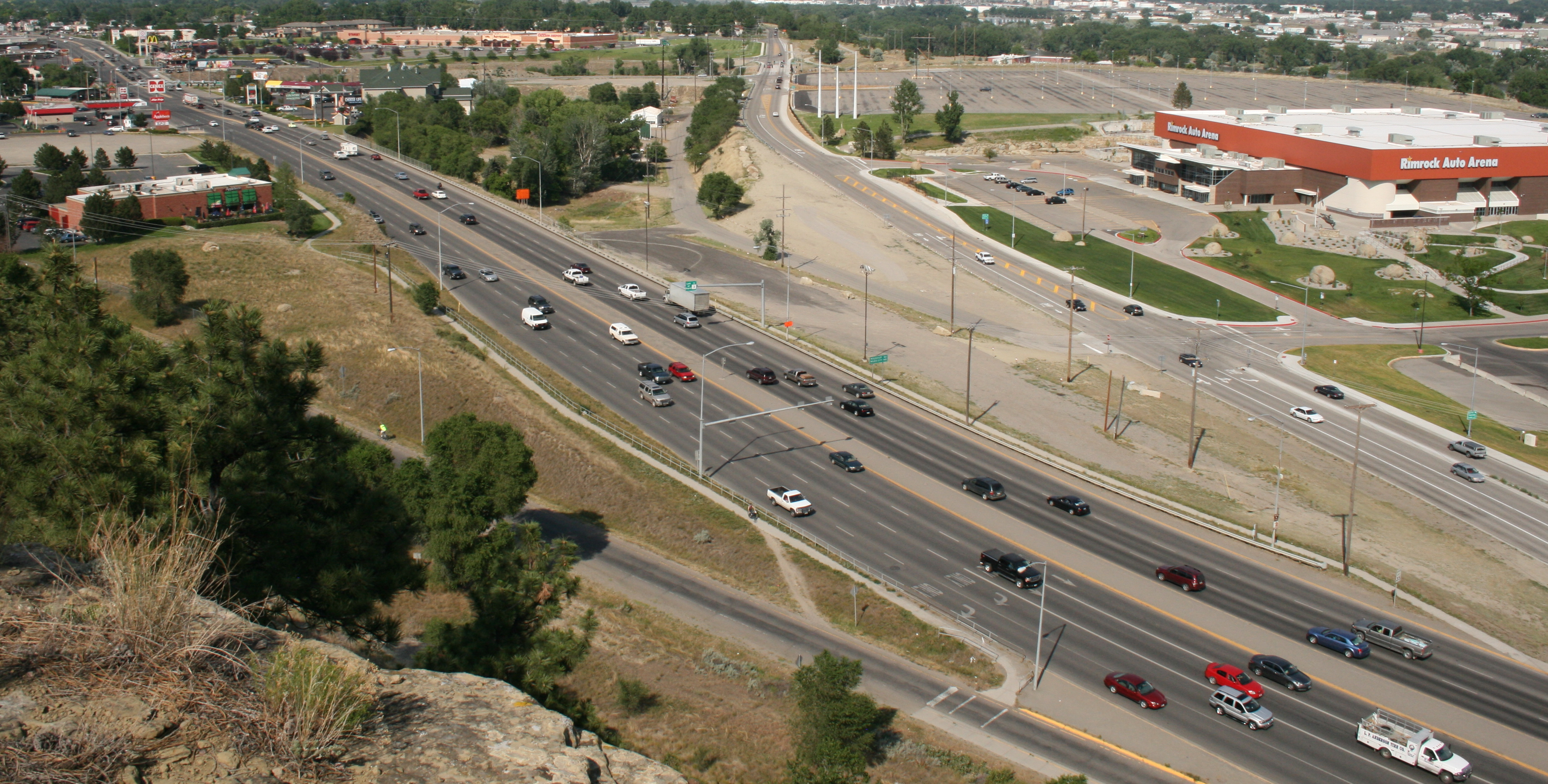
US-87 en Billings Heights

La Interestatal 90 corre de este a oeste a través de la parte sur de Billings, y sirve como corredor entre Billings Heights, Lockwood, Downtown, South Hills, Westend, Shiloh y Laurel. Al este del centro, entre Billings Heights y Lockwood, la Interestatal 90 se conecta con la Interestatal 94, que sirve como un corredor este-oeste entre Shepherd, Huntley, Lockwood, Downtown, South Hills, Westend, Shiloh y Laurel a través de su conexión con la I-90.
El estudio de planificación del corredor I-90 del área de Billings de 2012 recomienda muchas mejoras al corredor desde Laurel hasta Lockwood. Entre las mejoras recomendadas se encuentran la construcción de nuevos puentes hacia el este y el oeste sobre el río Yellowstone, cada puente tiene de tres a cuatro carriles de tráfico. También se recomienda la construcción de carriles de tráfico adicionales hacia el este y el oeste desde Shiloh hasta Johnson Lane y la reconstrucción de muchos de los puentes, intercambios y rampas de entrada y salida a lo largo del corredor a un costo de 114 millones de dólares.
Billings Bypass es un proyecto diseñado para ofrecer una ruta alternativa a Billings Heights, para crear una conexión nueva y más directa entre Billings y Lockwood y para conectar la I-90 con Montana Highway 87 y Old Highway 312. La parte de estudio del proyecto está a punto de completarse. La adquisición del derecho de vía debería comenzar en 2013 junto con el diseño final seguido de la construcción.
Montana Highway 3 es una carretera de norte a sur que corre a lo largo del borde de North Rims que conecta el centro y el oeste con Rehberg Ranch, Indian Cliffs y Billings Heights. US Highway 87 pasa por el centro de Billings Heights y se conoce como Main Street dentro de los límites de la ciudad. Esta es la sección de carretera más transitada del estado de Montana. Se conecta con la US Highway 87 East, que atraviesa Lockwood como Old Hardin Road.

#### Ferrocarril
Actualmente no hay servicio, aunque hasta 1979, North Coast Hiawatha de Amtrak se detuvo en Billings Depot, sirviendo una ruta de Chicago a Seattle. Antes de Amtrak, Billings estaba bien servida por los ferrocarriles Northern Pacific, Great Northern y Chicago, Burlington y Quincy con rutas directas a Kansas City, Denver, Chicago, Great Falls y la costa oeste. (Billings era el término norte y oeste para el ferrocarril de Chicago, Burlington y Quincy).